# Enele Taufa
Enele Taufa (ur. 24 września 1984 w Haʻateiho) – tongański rugbysta, reprezentant kraju, uczestnik Pucharu Świata 2007.
W latach 2007–2008 rozegrał cztery spotkania dla tongańskiej reprezentacji – jedno w ramach Pucharu Świata 2007 i trzy w Pucharze Narodów Pacyfiku 2008.